# Эллис, Чарльз Дэвид
Чарльз Дэвид Эллис (англ. Charles David Allis; 22 марта 1951[…], Цинциннати, Огайо — 8 января 2023, Сиэтл, Вашингтон) — американский молекулярный биолог. Получил известность как исследователь ДНК и роли гистонов в механизме экспрессии генов. Доктор философии, профессор Рокфеллеровского университета, член Национальных Академии наук (2005) и Медицинской академии (2019) США. Лауреат ряда высокопрестижных отличий.
В 1978 году получил степень доктора философии в Индианском университете. С 2003 года работал в Рокфеллеровском университете, член Американской академии искусств и наук (2001). Член редколлегии Cell.
Умер 8 января 2023 года.

## Награды и отличия
- Премия Диксона (2002)
- Премия Мэссри (2003, совместно с Р. Корнбергом и М. Грюнштейном)
- Премия Уайли (2004)
- Международная премия Гайрднера (2007)
- Премия Розенстила (2010, совместно с М. Грюнштейном)
- Премия Ховарда Тейлора Риккетса[нем.] (2011)
- Thomson Reuters Citation Laureate (2012, совместно с М. Грюнштейном)
- Премия Японии (2014)
- Grand Prix Charles-Leopold Mayer[англ.] (2014)
- Премия за прорыв в области медицины (2015)
- Премия Грубера (2016, совместно с М. Грюнштейном)
- Премия фонда «March of Dimes» по биологии развития (2017)[8]
- Премия Альберта Ласкера за фундаментальные медицинские исследования (2018, совместно с М. Грюнштейном)
- Harvey Lecture[нем.] (2019)